# آنچه که حرکت می‌کند یک ماشین است
آنچه که حرکت می‌کند یک ماشین است (به هندی: Chalti Ka Naam Gaadi) فیلمی محصول سال ۱۹۵۸ و به کارگردانی ساتین بوس است. در این فیلم بازیگرانی همچون کیشور کومار، مدهوبالا، آشوک کومار، آنوپ کومار، کی.ان. سینگ، هلن ایفای نقش کرده‌اند.